# Catharina Rickert
Catharina Rickert, född 1674 i Emmerich, död 1734 i Haag, känd som "Catharina, Reichsgräfin von Wartenberg", var officiell mätress till kung Fredrik I av Preussen mellan 1696 och 1709.
 
Catharina Rickert var dotter till en värdshusvärd i Hertigdömet Kleve. Hon gifte sig 1696 med den preussiske hovmannen och gunstlingen baron Johann Kasimir Kolbe von Wartenberg, kallad Minion. Hennes make presenterade henne samma år för kungen, som gjorde henne till sin mätress. Vid denna tid var det modernt för en monark att hålla sig med en mätress, och kungen utnämnde henne till grevinna von Wartenberg och såg till att öppet umgås med henne vid hovet för att demonstrera att han hade en mätress i enlighet med gällande mode. I själva verket är det osäkert om hon faktiskt var hans sexualpartner i verkligheten. Hon utpekades dock som politiskt inflytelserik, om också enbart genom sin make, som själv var kungens politiskt inflytelsrike gunstling, och var som sådan en kontroversiell offentlig gestalt och utpekad som "värdshusvärdsdottern som styrde Preussen". Drottningen, Sofia Charlotta av Hannover, ska ha pikat henne vid flera tillfällen och kungens manliga favoriter ha känt sig hotade. 
År 1709 förlorade hennes make sin ställning som gunstling och tjänst vid hovet, och även hon förlorade i samband med det sin tjänst som mätress och följde honom till Frankfurt. Maken avled 1712 och hon gifte samma år om sig med den franske adelsmannen Marschall d’Huvelles och bosatte sig i Paris.